# Jakob Russ

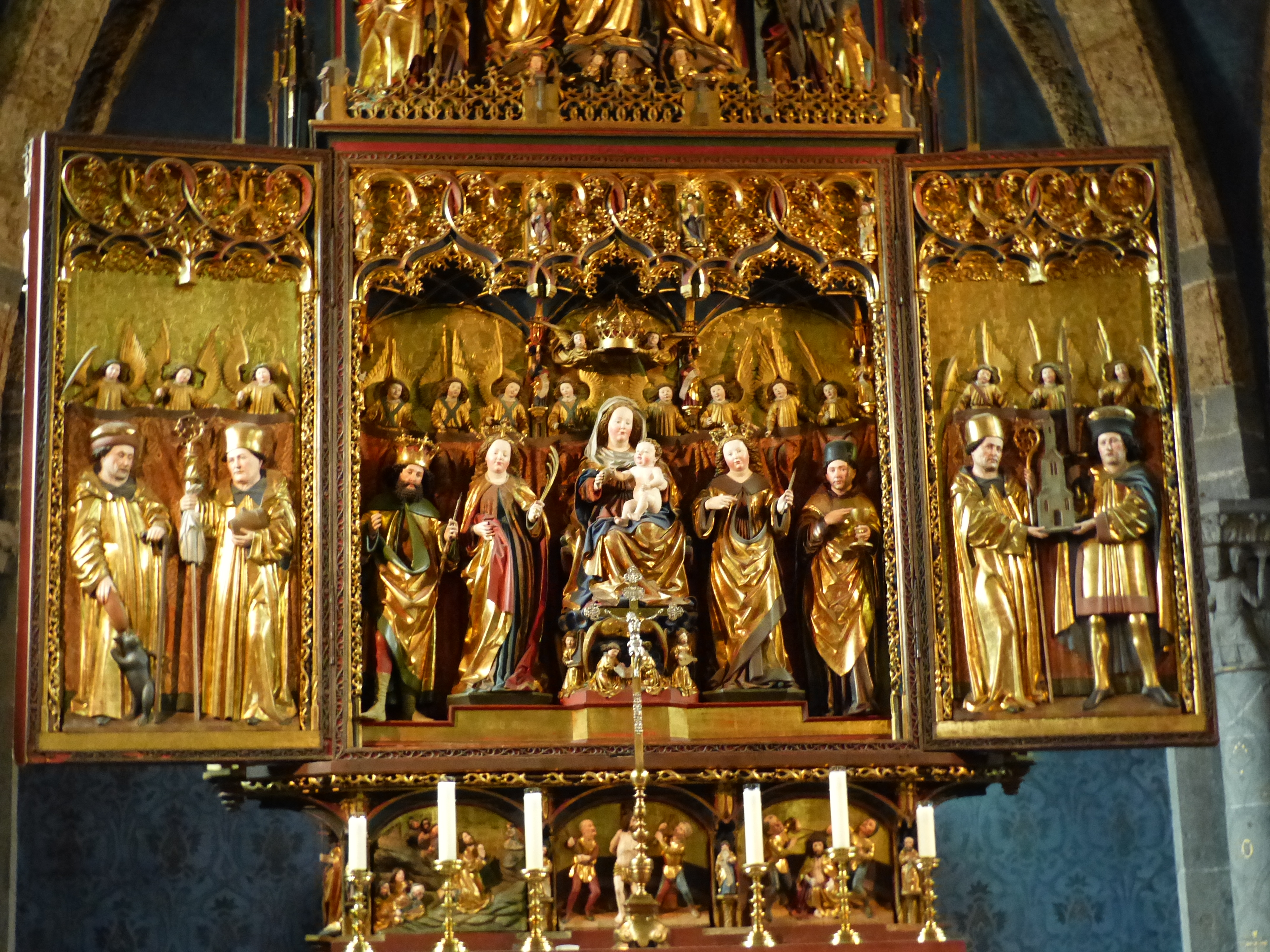
Hochaltar, Kathedrale Chur (Detail)

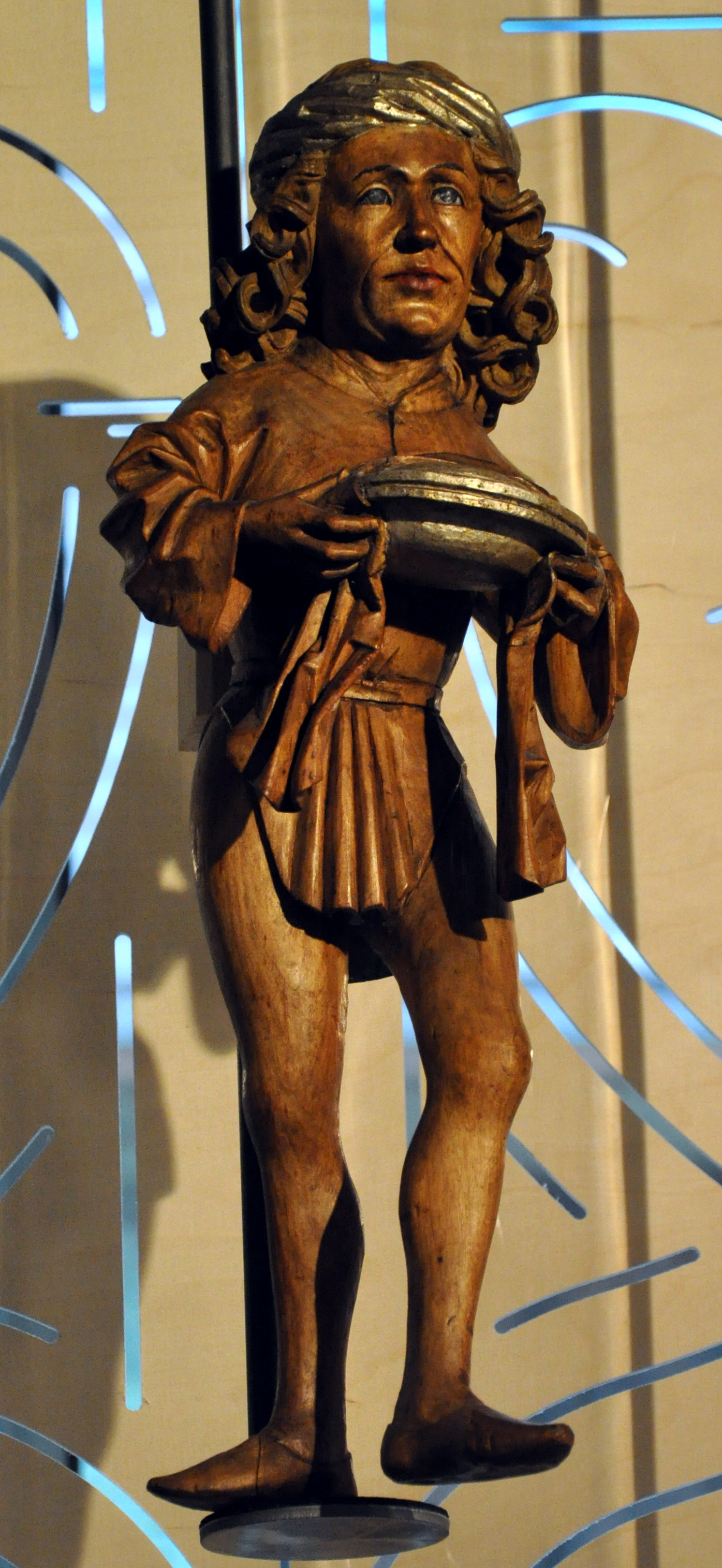
Figur des Pfalzgrafen bei Rhein aus dem Rathaussaal Überlingen (fotografiert in einer Ausstellung in Ravensburg)

Jakob Russ (auch Jacob Ruß, Ruess, Ruoss; * vor 1482; † nach 1506) war ein süddeutscher Bildhauer am Übergang von der Spätgotik zur Renaissance.

## Leben

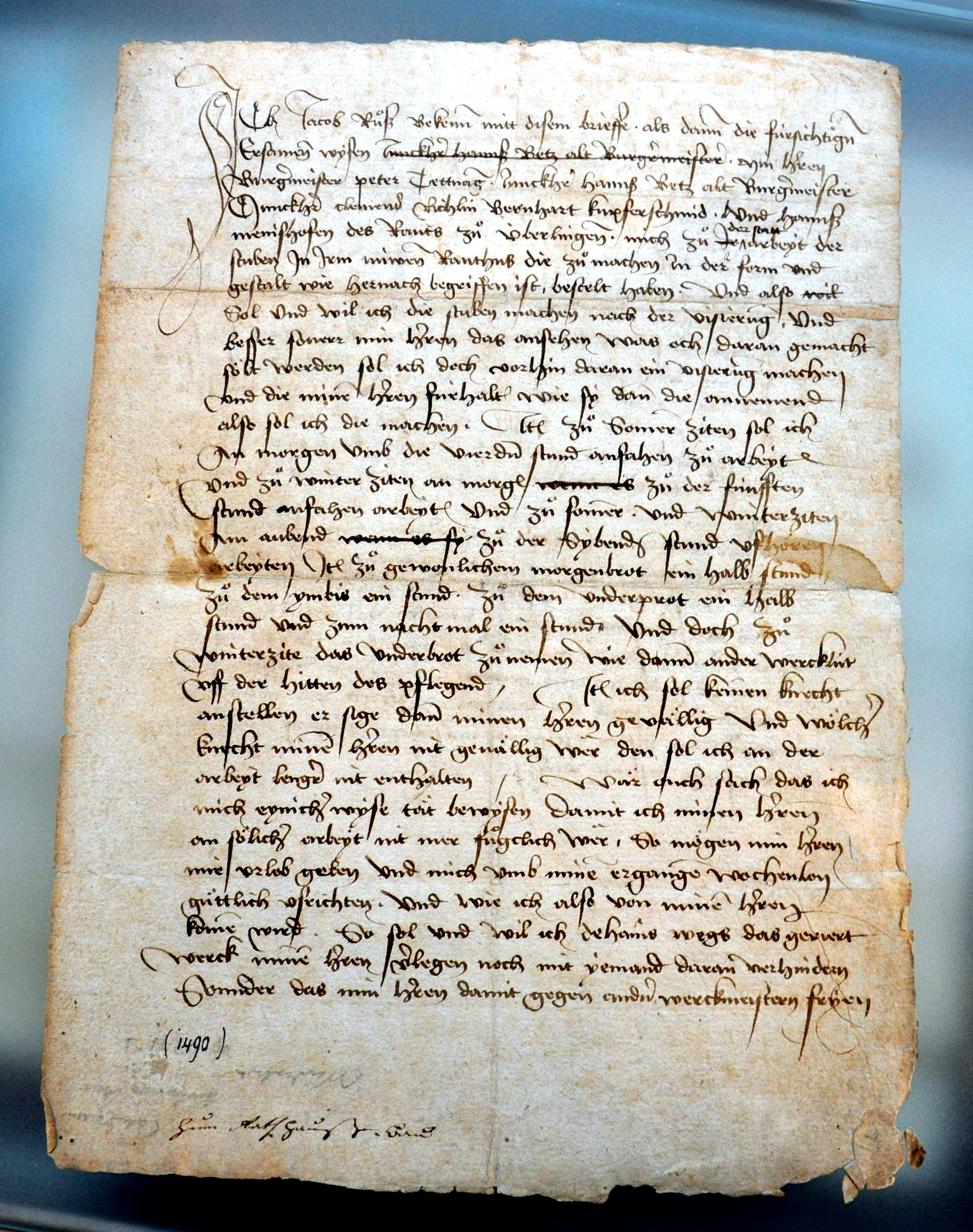
Vertragsentwurf für die Ausführung des Rathaussaals, Stadtarchiv Überlingen

Jakob Russ’ Lebensdaten sind unbekannt. Er wurde erstmals 1482 als Jacob Ruß, bildhower in einer Steuerliste als Bürger der Reichsstadt Ravensburg erwähnt. Eine letzte Erwähnung als Ravensburger Ausbürger findet sich 1506.
Seine Ausbildung erhielt Russ wohl in Ulm oder Konstanz.
1486 erhielt er den Auftrag des Bischofs Ortlieb von Brandis für den Hochaltar in der Kathedrale St. Mariä Himmelfahrt in Chur (Graubünden).
1491 begann Russ sein zweites Hauptwerk, die Ausstattung des Rathaussaales in Überlingen am Bodensee mit geschnitzten Figuren, die die Stände des Heiligen Römischen Reichs nach dem Quaternionen-System darstellen.
Für die Ausführung der beiden Großaufträge übersiedelte Russ mehrere Jahre mit seiner Werkstatt nach Chur bzw. Überlingen, blieb aber in dieser Zeit immer Ravensburger Bürger.
Außer den beiden durch Archivmaterialien gesicherten vielfigurigen Hauptwerken in Chur und Überlingen werden Russ und seiner Werkstatt Skulpturen in der Churer Kathedrale, in den Landesmuseen Stuttgart und Zürich und in Kirchen in Ravensburg und Umgebung zugeschrieben. Eine detaillierte kunsthistorische Einordnung dieser traditionellen Zuschreibungen steht vielfach noch aus.

## Rezeption
Russ’ Hochaltar in Chur gilt als bedeutendster und schönster gotischer Schnitzaltar in der Schweiz. Für Jacob Burckhardt gehörten die Köpfe der Figuren im Tabernakel „gewiss zum Süssesten und Schönsten […], was das XV. Jahrhundert im Norden hervorgebracht hat.“
Russ wird in der kunsthistorischen Literatur dennoch nur in der zweiten Reihe der Bildschnitzer seiner Zeit gesehen, hinter berühmteren Zeitgenossen wie Michael Pacher, Tilman Riemenschneider, Veit Stoss oder Michel Erhart.
Im 20. Jahrhundert wurde nach Russ eine Straße in der Ravensburger Südstadt benannt („Jakob-Russ-Weg“). 2010 widmete das Ravensburger Museum Humpis-Quartier Russ eine Sonderausstellung. Auch in Überlingen ist ein Weg nach ihm benannt.

## Werke
Gesichert

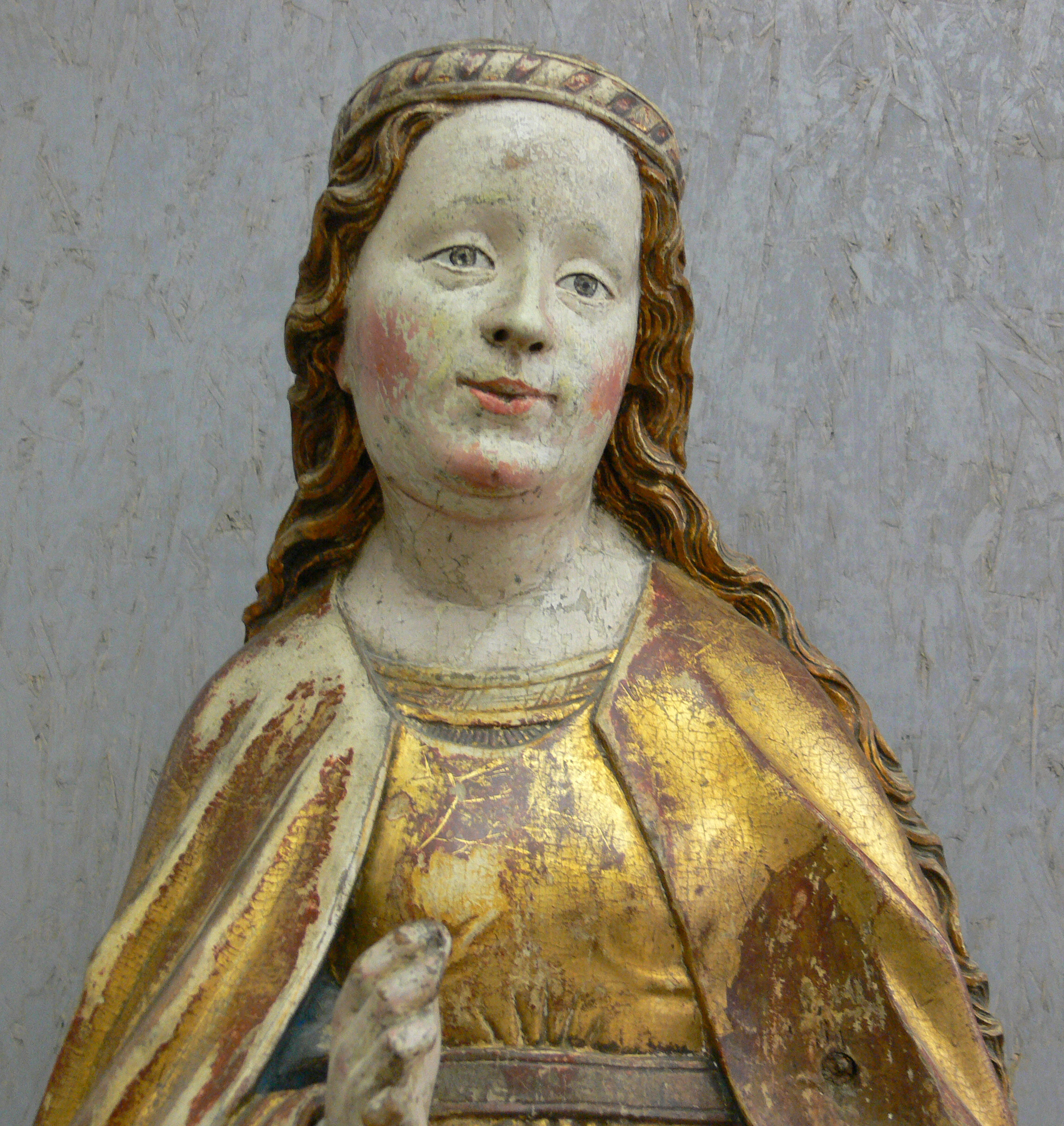
Hl. Jungfrau (der Werkstatt zugeschrieben), Landesmuseum Württemberg, Inv. 1962–12, Detail

- Epitaph des Churer Bischofs Ortlieb von Brandis, 1485 (nur archivalisch überliefert, offenbar aus Stein)
- Hochaltar der Kathedrale Chur mit 152 Figuren, 1486–1492
- Rathaussaal mit 49 Figuren, Überlingen, 1491–1494

Russ, seiner Werkstatt oder seinem Umkreis zugeschrieben
- Hl. Jungfrau (oder Muttergottes?), um 1480, Landesmuseum Württemberg, Stuttgart (Inv. 1962–12)
- Madonna mit Kind, um 1480, Pfarrkirche St. Antonius, Ravensburg-Oberzell
- Hl. Jungfrau (Hl. Barbara?), um 1485, Landesmuseum Württemberg, Stuttgart (Inv. 1939–22)[7]
- Pietà, Kathedrale Chur, um 1490
- Schmerzensmann, Kathedrale Chur, um 1490
- Tumbenplatte für den Churer Bischof Ortlieb von Brandis, Kathedrale Chur, 1490–1491
- Muttergottes mit Kind, 15. Jh., Museum Humpis-Quartier, Ravensburg
- Maria, Pfarrkirche St. Jodok, Ravensburg
- Hl. Johannes der Evangelist, Pfarrkirche St. Jodok, Ravensburg
- Hl. Katharina von Alexandrien, Pfarrkirche Liebfrauen, Ravensburg
- Hl. Ursula, Pfarrkirche Liebfrauen, Ravensburg
- Heiligenfiguren, Landesmuseum Zürich
- Schreinfiguren, Kirche St. Philipp und Jakob, Natz bei Brixen

Umstrittene oder überholte Zuschreibungen
- Luziusaltar, Kirche St. Maria und Michael, Churwalden, 1511
- Gestühl der Martinskirche, Chur
- Hl. Urban, Pfarrkirche St. Christina, Ravensburg